# Ород II
Ород II — царь Парфии, правил в 58/57 — 38 годах до н. э. Из династии Аршакидов, сын Фраата III. Вместе со своим братом Митридатом III сверг и убил своего отца. После чего братья начали долгую и ожесточённую борьбу за царство.

## Правление

### Борьба за парфянский престол
Согласно Плутарху, захватить престол Ороду II помог полководец из рода Сурена (личное имя его неизвестно). Этот Сурен «по богатству, знатности рода и славе занимал второе место после царя, мужеством же и талантом превосходил среди парфян всех своих современников. По происхождению своему он владел наследственным правом первым возложить на царя диадему при вступлении его на престол». Митридат III бежал к римскому проконсулу Габинию. Тот сначала хотел помочь беглецу, чтобы иметь на парфянском престоле своего человека, но Помпей приказал Габинию отправляться в Египет, чтобы оказать содействие другому изгнаннику — Птолемею XII Авлету (55 год до н. э.). Видимо, в этот момент Египет казался римлянам важнее Парфии. 
Митридат III решил действовать один. Ему удалось на короткое время вытеснить брата из Месопотамии, но полководец Сурен сумел изгнать Митридата из Селевкии, а затем осадил его в Вавилоне и голодом принудил к сдаче. Ород приказал казнить брата.

### Поход Красса в Парфию
В это время, весной 55 года до н. э., на совещании триумвиров в Лукее был, по-видимому, решён парфянский поход Красса, одного из триумвиров, избранного консулом на этот год.
Парфянская война была крайне непопулярна в Риме в это время. Отъезд Красса из Брундизия сопровождался рядом неприятных для него эксцессов. По мнению историков, поход Красса носил авантюристический характер. Крассу было необходимо добиться военной славы, чтобы сравняться со своими сотоварищами по триумвирату: Цезарем — покорителем Галлии, и Помпеем, положившим к ногам Рима весь Передний Восток. Римляне, несмотря на деятельность на Востоке Лукулла и Помпея, плохо представляли себе ресурсы и возможности Парфии, и Крассу казалось, что за Евфратом его ждут лёгкие успехи и обогащение. Войско, двинутое против Парфии, было отнюдь не первоклассным, так как лучшие легионы были у Цезаря и Помпея, и ни тот, ни другой не собирались уступать их Крассу: они уже предвидели соперничество и серьёзные внутренние осложнения, которые и привели в ближайшие же годы к гражданской войне в Риме.
Красс прибыл в Сирию весной 54 года до н. э., когда, по-видимому, борьба между братьями — Митридатом III и Ородом II — ещё не была окончена. Красс вторгся в Месопотамию, без особого труда оттеснил парфянского сатрапа Силака и занял несколько городов. Вместо того чтобы после этого двинуться на Вавилонию, охваченную ещё междоусобной войной, Красс, оставив в занятых городах гарнизоны, вернулся зимовать в Сирию. Всем на Востоке было ясно, что римляне задумали серьёзную войну против парфян и что кампания 54 года до н. э. имела лишь подготовительный характер.
Зима 54—53 годов до н. э. ушла на приготовление к основному походу. В распоряжении Красса были, кроме войск, навербованных в Италии, ещё легионы, принятые им от его предшественника Габиния. Исследователи считают, что у Красса было семь легионов, то есть примерно 35 тысяч человек пехоты, 5 тысяч всадников (из них одна тысяча галлов) и несколько тысяч воинов вспомогательных частей. Из этого количества нужно вычесть 7 тысяч пехотинцев и одну тысячу всадников, оставленных в гарнизонах в завоёванных городах Месопотамии. Ближайшими помощниками Красса были квестор Кассий Лонгин (будущий убийца Цезаря) и легаты Октавий, Варгунций и сын командующего — Публий Красс.
Проконсул рассчитывал также на союзников: Артавазда II Армянского, Абгара II, царя Осроены и арабского вождя, которого источники называют Алхавдонием. Особенно большую помощь мог оказать Артавазд — царь государства довольно значительного, хотя и не столь могущественного, как Армения Тиграна II в период расцвета.
Красс был настолько уверен в успехе, что не обратил серьёзного внимания на подготовку легионов к предстоящему трудному походу и не провёл никакой разведки сил и планов противника. Вместо этого он всю зиму вёл мелкие операции в Сирии и Палестине, окончившиеся ограблением Иерусалимского храма.
Тем временем парфяне стали готовиться к отпору. Борьба между братьями окончилась трагически для Митридата III, и Ород II являлся теперь полным хозяином страны. Он был уверен, что римляне изберут путь через Армению, более длинный, но дающий возможность избежать нападений парфянской конницы, неспособной к действиям в горных районах, и выводящий нападающего в тыл Месопотамии, к жизненным центрам Парфянского царства. Поэтому Ород взял на себя командование основным парфянским войском и вторгся с ним в Армению, чтобы воспрепятствовать соединению Артавазда с римлянами, а оборону Месопотамии — второстепенного, с точки зрения парфян, направления — поручил Сурену, оказавшему ему такую большую помощь в борьбе с братом.
По-видимому, Ород был хорошо осведомлён о позиции Артавазда, потому что армянский царь предложил Крассу план нападения на парфян через Армению. Но Красс отверг этот план, опасаясь, видимо, длинного пути, и надеясь опереться на свои гарнизоны в Месопотамии.
Сурен тщательно готовился к встрече противника. Он располагал 10 тысячами всадников, которые составляли, как указывают источники, его личное войско. Ород II дал ему ещё тысячу тяжеловооружённых всадников — катафрактариев. Поскольку в основном конница была вооружена луками, Сурен был озабочен бесперебойным снабжением воинов стрелами. Для этого он придал своему войску отряд в тысячу верблюдов, на которых везли запас стрел. Это значительно облегчило снабжение конных лучников стрелами и обеспечило успех Сурену.
Красс перешёл Евфрат у Зевгмы. Вместо того чтобы двинуться на юг к Селевкии вдоль Евфрата, как советовал Кассий, он решил пересечь Месопотамию, следуя за отходящей парфянской армией Сурена, чтобы нанести ей решительное поражение. К этому переходу через безводную Месопотамию его подстрекал и эдесский царёк Абгар, втайне желавший римлянам поражения. Четырёхдневный переход через пустыню сильно утомил римских солдат и подорвал их доверие к Крассу.

### Битва при Каррах
6 мая (9 июня по римскому календарю) 53 года до н. э. Красс достиг города Карры (Харрана). Здесь он получил известие, что Сурен находится поблизости. Торопясь встретиться с противником, Красс не дал легионам отдохнуть и сразу же двинулся дальше. В это время появились парфяне. Римляне построились в каре и были тотчас же окружены парфянской конницей. Конные лучники скакали на быстром аллюре вокруг каре, засыпая беззащитного противника стрелами. Первые попытки римлян контратаковать противника оказались безуспешными. Тогда Красс отдал приказ своему сыну Публию атаковать парфян силами тринадцати сотен кавалерии, пятисот лучников и восьми когорт пехоты (около 4 тысяч человек). Парфяне стали быстро отступать, желая завлечь Публия в степь и оторвать от основных сил. Это им удалось. Пылкий римлянин, совершенно незнакомый с тактикой кочевников-степняков, поддался на обман и бросился вслед за отходящим противником. Как только он оказался настолько далеко от своих, что они не могли прийти ему на выручку, парфяне бросились на неосторожного Публия и его отряд и истребили всех. Когда Красс, узнав от отставшего солдата из отряда Публия, что его сын находится в опасности, хотел двинуть ему на помощь основные силы — было уже поздно.
Атаки парфян продолжались до темноты, затем конница Сурена исчезла во мраке. Красс настолько растерялся, что приказ войскам об отступлении был дан его помощниками. Основное ядро римского войска отошло к Каррам, под защиту крепостных стен. На следующий день парфяне добивали раненых, оставленных римлянами на поле боя и уничтожали мелкие группы, блуждавшие по пустыне. Так был уничтожен отряд под командой легата Варгунция.
Красс, запертый в Каррах, решил пробиваться на север, во владения своего союзника Артавазда. Недалеко от Карр, в районе города Синнаки, начиналась холмистая местность, где римляне были в безопасности. Легат Октавий с 5 тысячами легионеров благополучно добрался до холмов, но Крассу служил проводником парфянский агент, который заставил римлян плутать целый день по степи, пока не появились парфяне. Кассий с отрядом в пятьсот всадников ещё до этого покинул Красса и затем сумел прорваться в Сирию. Октавий осознал, какая опасность грозит Крассу, и храбро оставил безопасную позицию на возвышенности, чтобы освободить его.
Сурен предложил римскому полководцу начать переговоры, и Красс с Октавием и небольшой свитой вышли навстречу парфянскому военачальнику. Что случилось дальше — неясно. Одни считают, что виной происшедшей стычки было чистое недоразумение, другие говорят, что Красс пал жертвой коварства парфян, сознательно готовивших ловушку своему противнику. Так или иначе, но Красс и Октавий погибли, остатки войск разбрелись по пустыне, многие были взяты в плен и поселены затем в районе Мерва. Победа парфян была полной. Из 44200 человек, которые отправились с Крассом, спаслась едва ли четверть: 20000 были убиты, 10000 взяты в плен.
Пока продолжалась кампания против Красса, Ород пришёл к соглашению с Артаваздом, который больше не находился под римским влиянием. Союз был скреплён браком между сыном парфянского царя Пакором и сестрой армянского правителя. Плутарх рассказывает, что во время празднества по поводу бракосочетания гонец привёз голову и руку Красса ко двору армянского царя в Арташат (Артаксату). Всё общество собралось на представление пьесы Эврипида «Вакханки», и когда, по ходу трагедии, Агава должна выносить на тирсе голову Пентея, актёр, игравший Агаву, вместо бутафорской вынес настоящую голову римского полководца. Впрочем, некоторые исследователи относятся с недоверием к этому рассказу, считая его пустой выдумкой античного писателя, придумавшего эффектный конец трагической истории Красса.
Победа парфян над Крассом имела для народов Востока большое значение. Она приостановила продвижение римлян на Евфрате, поколебала их положение в Малой Азии, Сирии и Палестине и позволила парфянам надеяться на дальнейшую успешную борьбу с Римом, а может, и на гегемонию на Переднем Востоке.

### Дальнейший ход военных действий
Парфянам не удалось продолжить свой победный марш, хотя у Кассия, ставшего командующим римскими войсками в Сирии, было мало людей, и он вряд ли мог получить пополнение в то время, когда Риму угрожала гражданская война. Дело в том, что парфяне лишились своего самого способного военачальника. После своей победы над Крассом, Сурена проследовал в Селевкию, где устроил пародийный триумф, чтобы произвести тем самым сильное впечатление на граждан. Царь Ород, осознавая опасность для своей власти и авторитета со стороны столь выдающегося человека, как Сурена, вскоре после этой победы казнил его. Новым командующим парфянской армии стал сын Орода II, царевич Пакор.
Однако дальнейшие попытки парфян под начальством царевича Пакора вести в 52—50 годах до н. э. активные действия в Малой Азии и Сирии успеха не имели. Парфяне не могли организовать длительных, тщательно подготовленных кампаний, не умели осаждать хорошо укреплённые римлянами города, а кавалерийские рейды, при всём ущербе, который они наносили римлянам, не могли вести к закреплению за парфянами новых территорий. В 50 году до н. э. положение продолжало оставаться весьма напряжённым, и Цицерон — тогда проконсул Киликии — чувствовал себя очень неуверенно. Римляне вступили на путь дипломатической игры и интриг, в которой большую роль играл проконсул Сирии Бибул. Задачей римлян было восстановить царевича Пакора против его отца — царя Орода. По-видимому, римлянам удалось достигнуть в этом отношении некоторых успехов, так как Пакор был отозван ко двору отца, и поход против римлян, намечавшийся на весну 50 года до н. э., был сорван.
Начавшаяся вскоре гражданская война в Риме усилила положение парфян. Помпей после поражения при Фарсале (48 год до н. э.) вёл с Ородом переговоры о военной помощи и даже собирался искать убежища у парфянского царя. Всё же Ороду не удалось в полной мере использовать выгоды своего положения. Возможно, внимание Орода было отвлечено на Восток (тетрадрахмы Орода не чеканились примерно с 52 года по 40/39 год до н. э.).
Юлий Цезарь, ставший после смерти Помпея, в 48 году до н. э., полновластным хозяином Римского государства, лелеял среди прочих агрессивных планов и план парфянской кампании. Однако гибель Цезаря от рук убийц в 44 году до н. э. положила конец всем этим стремлениям. Известно, что парфянские отряды участвовали на стороне республиканцев в битве при Филиппах. Это свидетельствует о том, что парфяне вмешивались в римские дела, стремясь использовать в своих интересах возникшую в Риме смуту.
Римско-парфянские отношения резко обострились с возвышением Марка Антония (40 год до н. э.), считавшего себя наследником Цезаря и исполнителем всех его неосуществлённых планов. Пакор, желая предупредить Антония, вторгся в Сирию, заключив союз с перешедшим на сторону парфян республиканцем Квинтом Лабиеном. Наместник Сирии Децилий Сакса был разбит и погиб. Лабиен, на сторону которого переходили мелкие римские гарнизоны, служившее некогда Бруту и Кассию, двинулся в Малую Азию. Ему удалось подчинить её почти целиком. Он выпускал монеты с легендой Q[UINTUS] LABIENVS PARTHICVS IMP[ERATOR] (Квинт Лабиен — император парфян) — довольно странной, если учесть, что появление подобного титула обычно обуславливалось военной победой, триумфом над парфянами, в данном же случае парфяне являлись союзниками Лабиена. Тем временем Пакор, двигаясь на юг, захватил Сирию и все финикийские города, кроме Тира, который благодаря своему островному положению успешно сопротивлялся. Военачальник Пакора Барзафарн появился в Галилее, где тотчас же поднял восстание, направленное против римлян и их ставленников. Сирия, Палестина, почти вся Малая Азия оказались в руках парфян или под их влиянием.
Парфяне находились на вершине своего военного могущества, их международный престиж был исключительно велик. Они стали прямой угрозой владычеству римлян в Восточном Средиземноморье. Однако эти успехи были непрочны. Парфяне не сумели создать в завоёванных областях надёжной администрации, да и вообще их рыхлое государство не могло противостоять экономическому могуществу Римской державы и её железной организации. Несмотря на серьёзные внутренние потрясения в Риме, частично использованные парфянами в своих интересах, Рим, в конечном счёте, оказался сильнее Парфии.

### Ответный удар римлян
В 39 году до н. э. в Малой Азии появился полководец Антония — Вентидий Басс, который быстро вытеснил Лабиена из его владений, нанёс решительное поражение парфянам, поспешившим на помощь своему союзнику, и занял Киликию. Оттуда он мог уже угрожать господству парфян в Сирии. В 38 году до н. э. Вентидий вернул Риму Сирию и Палестину и в решительной битве у Гиндара (недалеко от Евфрата), происшедшей, согласно Евтропию, в годовщину поражения Красса при Каррах, наголову разбил главное парфянское войско. В этом бою погиб и незаурядный полководец, фактический руководитель всего парфянского похода на римские провинции — царевич Пакор. Таким образом, граница по Евфрату была восстановлена.

### Гибель Орода II
Гибель сына Пакора стала большим ударом для престарелого царя Орода и, возможно, в какой-то степени помутила его рассудок. Имевшему 30 сыновей Ороду оказалось затруднительно выбрать достойного преемника. Царём стал самый преступный из всех сыновей Орода по имени Фраат, который вскоре убил отца.
Одной из жён Орода II была Лаодика, дочь правителя Коммагены Антиоха I.

## Итоги царствования
Царствование Орода было временем наибольшего могущества Парфянского царства. Нам неясны события на Востоке, но, по-видимому, к этим годам относятся успехи парфян в Сакастане и Арахосии. Успехи Орода II на Западе достаточно хорошо известны. В эти годы происходит заметный сдвиг центра Парфянского царства на запад. Теперь уже не старый Гекатомпил — столица Парфии, а новая резиденция — Ктесифон, возникшая напротив важнейшего эллинистического торгово-ремесленного центра — Селевкии на Тигре. Теперь Парфия вмешивается во все события, происходящие в Восточном Средиземноморье. Она принимает участие в большой мировой политике и становится опаснейшим соперником Рима, казавшимся многим современникам даже более могущественным, чем Рим.

## В культуре
Ород II стал персонажем трагедии Пьера Корнеля «Сурена» (1674).